# Ernesto Pérez
Ernesto Pérez, född den 5 september 1970 i Madrid, Spanien, är en spansk judoutövare.
Han tog OS-silver i herrarnas tungvikt i samband med de olympiska judotävlingarna 1996 i Atlanta.